# Hysteropezizella rehmii
Hysteropezizella rehmii är en svampart som först beskrevs av Jaap, och fick sitt nu gällande namn av John Axel Nannfeldt 1932. Hysteropezizella rehmii ingår i släktet Hysteropezizella, ordningen disksvampar, klassen Leotiomycetes, divisionen sporsäcksvampar och riket svampar.   Inga underarter finns listade i Catalogue of Life.